# Hell's Angels (livre)
Pour les articles homonymes, voir Les Anges de l'enfer.
Hell's Angels (titre original :Hell's Angels: The Strange and Terrible Saga of the Outlaw Motorcycle Gangs), est un livre de Hunter S. Thompson publié pour la première fois en 1967 chez Random House. Il fut largement acclamé pour son approche et sa vision sans compromis du club de motards Hells Angels, à une époque ou le gang était craint et accusé de nombreuses activités criminelles. The New York Times décrivit son livre comme « un monde que la plupart d'entre nous n'oserait pas imaginer »,.
Il s'agit du premier livre publié de Thompson.

## Sources
- (en) Cet article est partiellement ou en totalité issu de l’article de Wikipédia en anglais intitulé « Hell's Angels: The Strange and Terrible Saga of the Outlaw Motorcycle Gangs » (voir la liste des auteurs).